# 赫尔曼·努贝尔
赫尔曼·努贝尔（德語：Hermann Nuber，1935年10月10日—2022年12月12日），德国男子足球运动员，场上位置是后卫。他曾代表西德国家队参加1958年国际足联世界杯，结果队伍获得第四名。